# Corpet-Louvet Bt (Tramway de Saint-Romain-de-Colbosc)

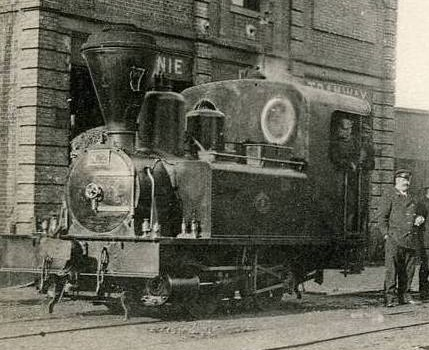
La locomotive n°2 devant le dépôt de la ligne.

La Corpet-Louvet Bt ou 020T est un modèle de locomotive à vapeur construit par Corpet-Louvet pour le tramway de Saint-Romain-de-Colbosc.

## Histoire
Après l'échec des automotrices, la Compagnie concessionnaire passa commande aux Établissements Corpet-Louvet de trois locomotives de type 020T. Livrées au printemps 1897 (le 13 avril pour la 680, le 26 avril pour la 681, le 14 mai pour la 682), ces machines de 12,5 t en ordre de marche, à attelage avec tampon central, furent numérotées sur le réseau de 1 à 3. Premiers exemplaires d'une série qui en comporta une dizaine, ces engins à tiroirs plans, distribution Allan à deux excentriques, cheminées pare-escarbilles, s'avérèrent robustes, bien adaptées aux fortes déclivités de la voie ferrée. Capables de tracter un convoi de 45 t (cinq voitures ou wagons) à la vitesse maximale de 25 km/h, elles accomplirent le service sur la ligne jusqu'à sa disparition.

## Caractéristiques
- Nombre : 3 ;
- Numéros constructeur : 680 à 682 ;
- Numéros : 1 à 3 ;
- Type : Bt (020T) tender  ;
- Écartement : métrique (1 000 mm) ;